# 藤原英幸
藤原 英幸（ふじわら ひでゆき、1970年3月27日 - ）は、埼玉県出身の元騎手・調教助手。

## 来歴
競馬学校4期生として内田浩一・岡潤一郎・菊沢隆徳・岸滋彦・千田輝彦・町田義一・横田雅博と同期になり、1988年3月に美浦・仲住芳雄厩舎からデビュー。
1年目の1988年は3月5日の東京第2競走4歳未勝利・ライジングイースト（12頭中4着）で初騎乗を果たし、5月1日の新潟第4競走4歳未出走・ダイシンピジョンで初勝利を挙げる。6月11日の東京で初の1日2勝、翌12日の東京でも勝って初の2日連続勝利を挙げるなど、初年度から2桁勝利の15勝をマークし、関東の新人賞に当たる民放競馬記者クラブ賞を受賞。
2年目の1989年には同年から始まった阪神のヤングジョッキーズステークスでローヤルドラゴンに騎乗し、1年先輩の寺島祐治・武豊に次ぐ3着に入った。重賞初騎乗となった新潟記念でもチョウカイエクセルで3着に入り、新潟戦では春夏共に5勝の計10勝 を挙げるなど、2年連続2桁で自己最多の24勝をマーク。
3年目の1990年にはクイーンステークスでヘイアンダームに騎乗しキョウエイタップに先着する3着に入り、ブルーベイブリッジでテレビ東京賞3歳牝馬ステークスを制し管理する山田要一調教師と共に唯一の重賞勝利   を挙げ、3年連続2桁勝利であると同時に2年連続で最後の20勝台となる22勝をマーク。
1991年は6勝に終わったが、1992年には2年ぶりの2桁となる16勝を挙げ、1994年まで3年連続2桁勝利を記録。
1992年にはアズマハンター産駒の関西馬ユーセイフェアリーの関東遠征時に2度騎乗し、中山牝馬ステークスではスカーレットブーケの2着、牡馬相手のエプソムカップでも4着と重賞で好走。
1994年1月31日の東京第2競走サラ4歳未勝利・ケイアイトップで通算100勝を達成し、1995年には成宮明光厩舎に移籍。
1995年3月26日の中山第4競走4歳未勝利ではユーワキングでマイケル・ロバーツ騎乗のサマーサスピションから9馬身差2着に入り、10月7日の新潟第8競走4歳未勝利を18頭中15番人気のテイエムファミリーで勝利し単勝・枠連万馬券の波乱を呼んだ。
1996年には仲住厩舎に復帰し、1月27日の小倉第8競走4歳以上500万下では16頭中12番人気のピンクタイフーンで逃げ切った8番人気グリーンパラダイスの2着に入り、枠連・馬連万馬券を演出。3月9日の中京第8競走4歳以上500万下では16頭中11番人気のオギタイショウで8番人気ホークブレーヴとハナ差2着に入って枠連36560円の波乱を呼び、5月19日の東京第9競走牡丹賞ではケイアイグローリーでクロカミの3着に入った。10月26日の新潟第8競走4歳未勝利ではマイネルトムで3着であったが、最後の直線で2着のポットベルーシーに騎乗した大塚栄三郎と鍔迫り合いになり、レース後には検量室で大塚と揉み合いになる。大塚は施行規定第126条第20号により、翌27日から11月9日まで実効4日間の騎乗停止となった。同年は2年ぶりの2桁となる10勝をマークしたが、自身最後の2桁勝利となった。
1997年からはフリーとなり、同年には天皇賞（秋）・マイネルブリッジ（16頭中7着）でGI初騎乗を果たし、福島記念ではヤシマソブリン・アロハドリームを抑えてテイエムオオアラシの3着に入った。
1998年にはファンネルマークで京都金杯をミッドナイトベット・エリモダンディーに次ぐ4着に入ったほか、ディヴァインライトで新馬→500万下を2連勝し、重賞初出走の弥生賞ではキングヘイロー・スペシャルウィーク・セイウンスカイの三強に次ぐ4番人気に支持されるが5着で降板。
1999年には中野栄治厩舎のトロットスターで中日スポーツ賞4歳ステークスを9番人気ながら2着に好走し、2000年にはトロットスターと同厩で父メジロマックイーン・母父カツラギエースのタイムフェアレディで新馬を10頭中9番人気の低評価を覆して勝ち、ファンタジーステークスでは16頭中11番人気ながら関東馬最先着でタシロスプリングの5着、福島3歳ステークスではテンシノキセキの4着に入った。
2001年には父ウイニングチケット、母父バンブーアトラス・母母テイタニヤのノアパンチで新馬を11頭中10番人気ながら勝利し、単勝・枠連・馬連・ワイド万馬券の波乱となった。
2004年には菊川正達厩舎所属となり、3月13日の中京第11競走知立特別でトロットスターの弟マキシマムスピードに騎乗し最後の勝利を挙げる。11月7日の東京第2競走2歳未勝利・ヨシノボンボン（12頭中11着）が最後の騎乗となり、12月31日付で現役を引退。

## 騎手成績
| 通算成績 | 1着 | 2着 | 3着 | 4着以下 | 出走回数 | 勝率 | 連対率 |
| -------- | --- | --- | --- | ------- | -------- | ---- | ------ |
| 平地     | 165 | 178 | 162 | 2475    | 2980     | .055 | .115   |

主な騎乗馬
- ブルーベイブリッジ（1990年テレビ東京賞3歳牝馬ステークス）